# Ataques terroristas en Pakistán
Los ataques terroristas en Pakistán han sido constantes, y el país ha sufrido múltiples atentados con numerosos muertos y fallecidos. Los motivos son políticos, religiosos y comerciales. Los atacantes son diversos grupos dedicados a la desestabilización del país a través del terrorismo, siendo uno de los más importantes los talibanes de diversas facciones. En 2016, Pakistán estaba en cuarto lugar mundial por ataques terroristas.
Entre 2001 y 2023, se han llevado a cabo decenas de atentados. A manera de muestra, en 2017 hubo 37 atentados, con 285 fallecidos, incluyendo 36 perpetradores, y 731 heridos; el terrorismo se nutre de una cultura de la inmolación, que lo muestra como algo heroico y normal.
La siguiente tabla lista los ataques de mayor impacto.
| Año  | Referencia                                                      | Víctimas                                                                              | Motivos | Lugar                                         | Ciudad                 | Terrorista                |
| 2001 | Tiroteo en la iglesia de Bahawalpur                             | 18 muertos                                                                            | Religioso | Iglesia Santo Domingo                         | Bahawalpur             | LEJ                       |
| 2007 | Atentado terrorista en Karachi de 2007                          | 139 personas muertos y 500 heridos incluyendo a la ex-primera ministro Benazir Bhutto | político | Desfile                                       | Karachi                | -                         |
| 2007 | Asesinato de Benazir Bhutto                                     | 39 personas muertos incluyendo a la ex-primera ministro Benazir Bhutto, y 43 heridos  | político | Mitin                                         | Rawalpindi             | -                         |
| 2008 | Atentado del Hotel Marriott de Islamabad                        | 53 muertos, 266 heridos                                                               | | Hotel Marriot                                 | Islamabad              | Al Qaeda                  |
| 2013 | Atentados del 10 de enero de 2013 en Pakistán                   | 130 muertos y 270 heridos                                                             | político | 3 lugares                                     | Quetta y Mingura       | ELB                       |
| 2013 | Atentado en la iglesia de Peshawar de 2013                      | 127 muertos y 250 heridos                                                             | Religioso | Cristianos                                    | Penshawar              | -                         |
| 2013 | Ataque en la mezquita de Peshawar de 2013                       | 15 muertos y 20 heridas                                                               | Religioso | Mezquita                                      | Penshawar              | Musulmán sunita           |
| 2014 | Atentado en el Aeropuerto Internacional Jinnah de 2014          | 23 muertos y 18 heridos                                                               | político | Aeropuerto                                    | Karachi                |                           |
| 2014 | Ataque en la escuela de Peshawar de 2014                        | 145 ejecutados y 114 heridos                                                          | político | Escuela                                       | Penshawar              | Talibanes                 |
| 2015 | Ataques terroristas en Lahore 2015                              | 15 fallecidos y 75 heridas, 4 fallecidos                                              | Religioso | Iglesia anglicana, Templo San Juan (católico) | Lahore                 | TTP-JA Talibán            |
| 2016 | Atentado de Lahore de 2016                                      | 60 muertos y 250 heridos                                                              | Religioso | Parque en Pascua cristiana                    | Lahore                 | TUA-Talibán               |
| 2016 | Ataques en Quetta de 2016                                       | 93 muertos y 100 heridos                                                              | político | Hospital                                      | Quetta                 | Talibanes                 |
| 2016 | Ataque a la Academia de policía de Quetta                       | 63 muertos y 100 heridos                                                              | político | Academia de policía                           | Quetta                 | Talibanes                 |
| 2016 | Atentado en Charsadda de 2016                                   | 23 muertos y 20 heridos                                                               | político | Universidad                                   | Charsadda              | MTP-Talibanes             |
| 2017 | Atentado de Sehwan de 2017                                      | 91 muertos y 300 heridos                                                              | Religioso | Mezquita                                      | Shewan                 | Estado Islámico           |
| 2017 | Atentados terroristas en 2017                                   | 25 muertos y 87 heridos                                                               | Enero: día1 (4 heridos), día 4 (2 fallecidos), 5 (0), 12 (1 f), 16 (2 f) 17 (10 f, 30 h), 18 (4 f), 20 (25f, 87 h), 20 (2 f, 6 h), 22 (2f, 5 h), 31 (8h). | Diversos                                      | Varios                 | Lashkar-e-Jhangvi         |
| 2017 | Atentado en Shewan febrero 2017                                 | 91 muertos y 300 heridos                                                              | Religioso | Templo Sufi                                   | Shewan                 | Estado Islámico           |
| 2017 | Atentado de Quetta de diciembre de 2017                         | 9 muertos y 57 heridos                                                                | Religioso | Metodistas                                    | Quetta                 | Estado Islámico - Levante |
| 2018 | Atentados contra actos electorales en Pakistán de julio de 2018 | 223 muertos y 407 heridos                                                             | Político | Elecciones                                    | 8 ciudades de Pakistán | Talibanes                 |
| 2019 | Masacre de Makran de 2019                                       | 16 muertos y 2 heridos                                                                | Político | Camino                                        | Makran                 | BRAS                      |
| 2020 | Atentado de Quetta de enero de 2020                             | 15 muertos y 19 heridos                                                               | Religioso | Mezquita                                      | Quetta                 | Talibanes                 |
| 2020 | Ataque a la Bolsa de Valores de Pakistán                        | 4 muertos y 7 heridos                                                                 | Comercial | Bolsa de Valores                              | Karachi                | ELB                       |
| 2022 | Intento de asesinato de Imran Khan                              | 1 muerto y 9 heridos incluyendo al ex primer ministro Imran Khan                      | Político | Mitin                                         | Wazirabad              | Faisal Butt               |
| 2022 | Atentado contra la mezquita de Peshawar de 2022                 | 63 fallecidos y 196 heridos                                                           | Religioso | Mezquita                                      | Penshawar              | EIGS                      |
| 2022 | Atentado de Lahore de 2022                                      | 3 fallecidos y 20 heridos                                                             | Comercial | Comercial                                     | Lahore                 | ENB                       |
| 2022 | Atentado de la Universidad de Karachi de 2022                   | 5 muertos y 4 heridos                                                                 | Político | Universidad                                   | Karachi                | ELB                       |
| 2023 | Atentado de Mastung de 2023                                     | 60 muertos y 60 heridos                                                               | Religioso | Mezquita                                      | Matung                 | -                         |
| 2023 | Ataque suicida en el paso de Bolán de 2023                      | 9 muertos y 13 heridos                                                                | Político | Paso de Bolan                                 | Baluchistán            | EIGS                      |
| 2023 | Ataque a la estación de policía de Karachi en 2023              | 5 muertos y 14 heridos                                                                | Político | Estación de Policía                           | Karachi                | MTP-Talibanes             |
| 2023 | Atentado de Khar de 2023                                        | 63 personas y 200 heridos                                                             | Político | Manifestación                                 | Khar                   | EIGS                      |
| 2023 | Atentado con bomba en la mezquita de Peshawar                   | 83 muertos y 1,700 heridos                                                            | Religioso | Mezquita                                      | Penshawar              | -                         |